# Schlumbergera opuntioides
Schlumbergera opuntioides là một loài thực vật có hoa trong họ Cactaceae. Loài này được (Loefgr. & Dusén) D.R.Hunt miêu tả khoa học đầu tiên năm 1969.

## Hình ảnh

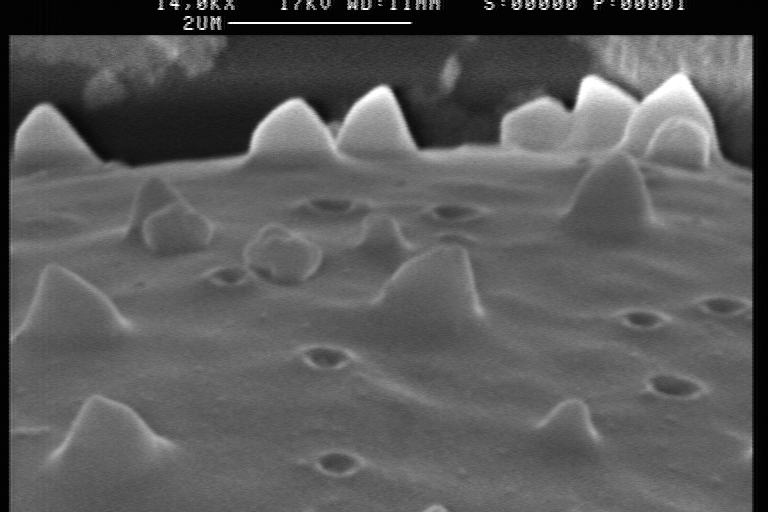
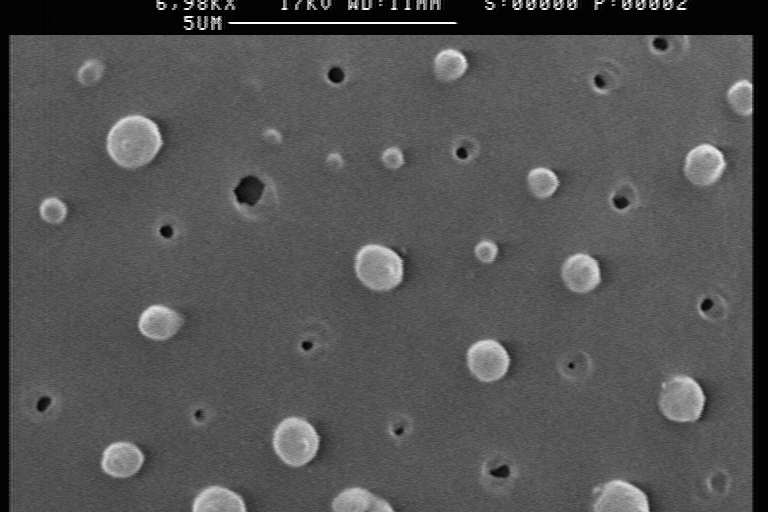